# Вольное (Розовский район)
Вольное (укр. Вільне) — село,
Вишневатский сельский совет,
Розовский район,
Запорожская область,
Украина.
Код КОАТУУ — 2324981205. Население по переписи 2001 года составляло 214 человек.

## Географическое положение
Село Вольное примыкает к селу Вишневатое, на расстоянии в 2,5 км находится посёлок Зачатовка.
Рядом проходят автомобильная дорога Т-0518 и
железная дорога, станция Зачатьевская в 2,5 км.

## История
В 1923 г. приказом Мариупольского окрисполкома в ознаменование 6-й годовщины Октябрьской революции село Ново-Пановка переименовано в Вольное.